# Armand Jules de Rohan-Guémené

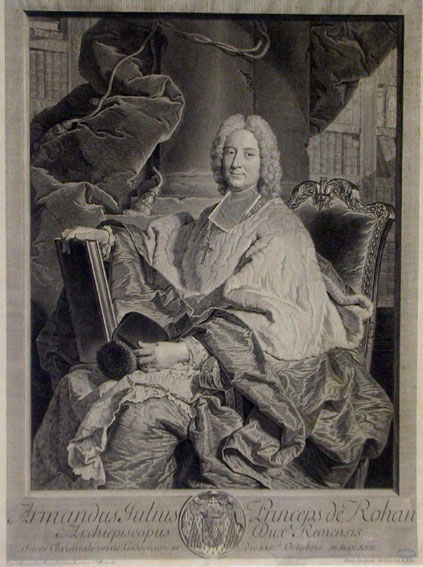
Porträt von Armand Jules de Rohan-Guémené, Erzbischof von Reims, Gravur von Gilles Edme Petit nach Hyacinthe Rigaud

Armand Jules de Rohan-Guémené (* 10. Februar 1695; † 28. August 1762 in Zabern) war ein französischer Kleriker aus dem Haus Rohan; als Erzbischof von Reims krönte er Ludwig XV.

## Leben
Armand Jules de Rohan war eines der jüngsten Kinder von Charles III. de Rohan, Duc de Montbazon († 1727), und Charlotte Élisabeth de Cochefilet († 1719). Die bedeutendsten seiner 14 Geschwister waren Hercule Mériadec de Rohan, Duc de Montbazon und Prince de Guémené (1688–1757), Charles de Rohan, Prince de Rochefort (1693–1766) und Louis César Constantin, Bischof von Straßburg und Kardinal (1697–1779).
1715 wurde er in das Kapitel der Kathedrale von Straßburg aufgenommen und mit der Abtei Le Gard ausgestattet. Am 2. Juni 1722 wurde er zum Erzbischof von Reims bestimmt, was am 6. Juli 1722 bestätigt wurde, und am 23. August 1722 wurde er zum Bischof geweiht; im gleichen Jahr Kommendatarabt von Gorze. Am 25. Oktober 1722 krönte er Ludwig XV. zum König von Frankreich.
Er starb am 28. August 1762 auf Schloss Zabern, der Residenz seines Bruders Louis César Constantin als Bischof von Straßburg.